# 栄えある海、聖なるバイカル
『栄えある海、聖なるバイカル』（はえあるうみ、せいなるバイカル、ロシア語：Славное море - священный Байкал）は19世紀から歌われているロシア民謡で、作詞者はシベリアの詩人・ドミトリー・ダヴィドフ（Дмитрий Павлович Давыдов）で、作曲者は不明。

## 歌詞
19世紀前半には「デカブリストの乱」（1825年）などで、多数のロシア人がシベリアへ流刑になっている。作詞者のドミトリー・ダヴィドフは1848年にウラン・ウデを訪れてから、11節から成る詩を「バイカル湖での逃亡者の思い」（ロシア語: «Думы беглеца на Байкале»）と題して発表している。収容所を逃げ出した男が、魚を詰める樽に身を隠して、バイカル湖を渡り、自由の世界へ逃げ出し、湖の周りの大自然を朗々と歌い上げる内容になっている。 
この全体の詩の5節のみを多少変更した形で歌になり、現在もそれで歌われている。第１節は次の通り。
| ダヴィドフの原詩 ロシア語: Славное море — привольный Байкал, Славный корабль — омулёвая бочка. Ну, баргузин, пошевеливай вал, Плыть молодцу недалёчко! | 現在歌われる歌詞 ロシア語: Славное море — священный Байкал, Славный корабль — омулёвая бочка. Эй, баргузин, пошевеливай вал, Плыть молодцу недалёчко! | 日本語訳（GFDL） 栄えある海、聖なるバイカル、 栄えある舟は、オームリ魚を詰める樽。 さあ、バルグジンの風よ、吹いてくれよ、 でかしたぞ、行く先はもう遠くないぞ。 |

## 日本でも
日本でもこの歌は1950～1970年代に「うたごえ運動」、「歌声喫茶」などで歌われている。「名も床（ゆか）し 聖(きよ)きバイカル、わが舟はオムリの樽(たる)よ。」という出だしの小野光子・井上頼豊の訳「聖なる湖バイカル」  などがある。

## 参照項目
- 歌：「さすらい人 (ロシア民謡) 」